# Alfred Bolek
Alfred Bolek (30. září 1909, Dolní Těrlicko – 27. června 1993, Praha) byl strojní inženýr, profesor a děkan Fakulty strojní ČVUT.

## Život
Bolek se narodil na Těšínsku v rodině rolníka. Po maturitě na Vyšší průmyslové škole strojnické v Karviné nastoupil v roce 1929 na Vysokou školu strojního a elektrotechnického inženýrství ČVUT. Ačkoliv studium ještě neměl ukončené II. státní zkouškou, začal pracovat jako odborný asistent na základní odborné škole kovodělné v Praze. V roce 1938 se stal asistentem na Ústavu strojů zdvihacích a transmisí VŠSEI ČVUT. V den, kdy byly uzavřeny vysoké školy, 17. listopadu 1939 byl spolu s dalšími studenty odvlečen do koncentračního tábora Sachsenhausen (Oranienburg), odkud byl propuštěn 20. dubna 1940 na přímluvu protektorátního ministra školství Jana Kaprase. Následně začal vyučovat v Ostravě a roku 1945 ve Zlíně ve škole Baťových závodů. Roku 1945 byl povolán zpět na ČVUT. Zde téhož roku dokončil studia a začal působit jako asistent. Roku 1954 byl jmenován docentem a 1959 profesorem pro obor části strojů, roku 1958 se stal vedoucím Katedry transportních zařízení a částí strojů. Ve školních letech 1966/1967 – 1968/1969 a od února 1970 do konce školního roku 1972/1973 zastával funkci děkana Fakulty strojní ČVUT. Je autorem několika publikací nejen z oboru strojního inženýrství ale i k historii školy.

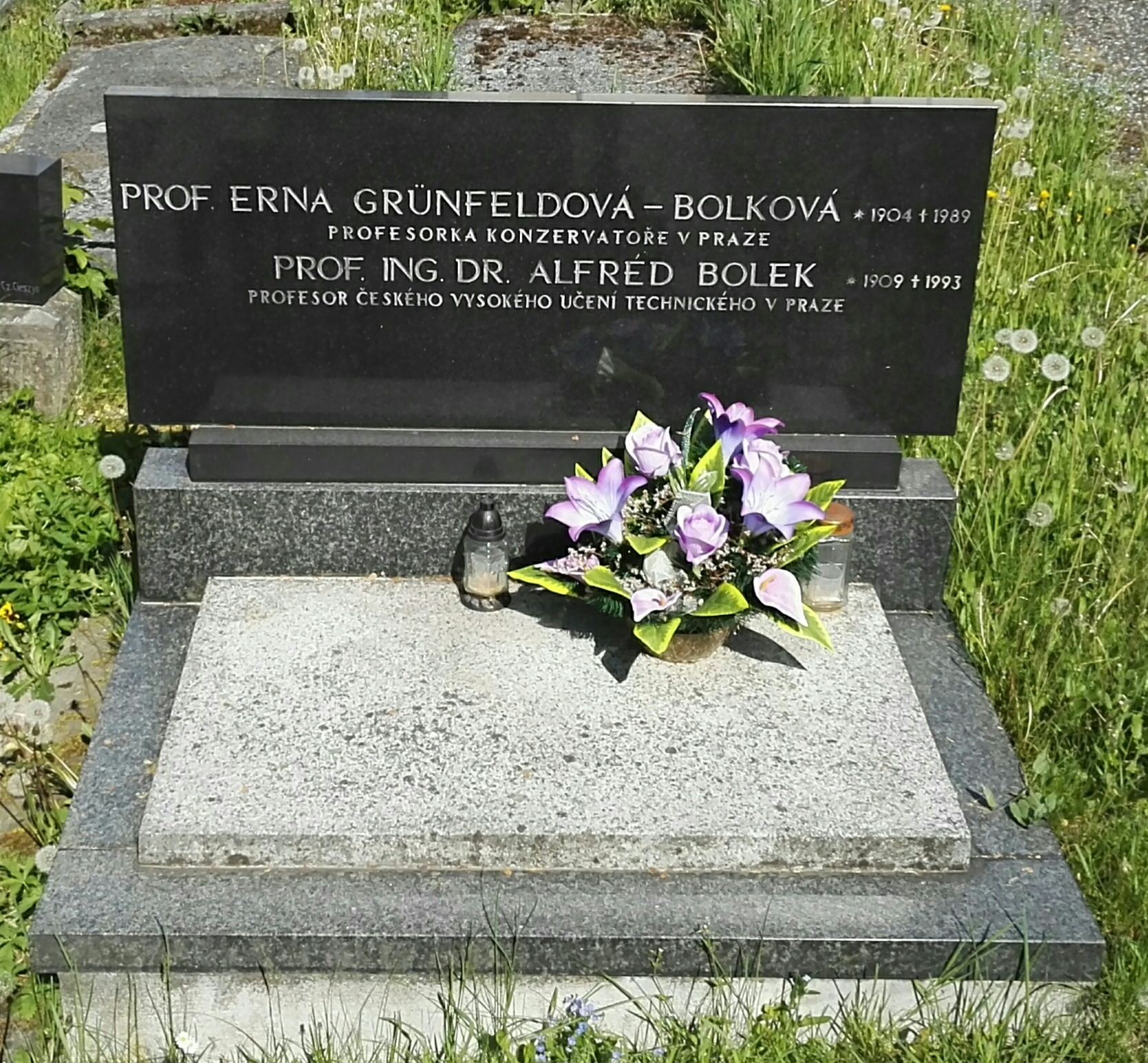
Náhrobek Alfreda Bolka na hřbitově v Těrlicku

Oženil se s pianistkou Ernou (Arnoštkou) Grünfeldovou (1904–1989), která pocházela z hudební rodiny Grünfeldů a byla absolventkou a pedagožkou Pražské konzervatoře.

### Archiválie
- Archiv ČVUT, osobní fond Bolek Alfred, Prof. Ing. Dr. (1919 - 1992)
- Archiv ČVUT, fond Fakulta strojní ČVUT